# Павловский, Андрей Фёдорович
Андре́й Фёдорович Павло́вский (1789—1857) — заслуженный профессор и ректор Императорского Харьковского университета.

## Биография
Родился 30 ноября (11 декабря) 1789 года в Валках Слободско-Украинской губернии в семье небогатого помещика Ф. К. Павловского. По другим сведениям родился 29 ноября 1878 года в слободе Тарановка Змиевского уезда.
Начальное образование получил в Валковском народном училище. В 1799 году поступил в Харьковский коллегиум, который окончил в 1806 году и поступил в только что открывшийся тогда Императорский Харьковский университет, в число казеннокоштных студентов физико-математического факультета, где своими выдающимися способностями обратил на себя внимание А. И. Стойковича и Т. Ф. Осиповского.
В 1810 году начал преподавать студентам алгебру, геометрию, тригонометрию и конические сечения; также преподавал арифметику и геометрию гражданским чиновникам. В Харьковском университете, где преобладающую роль в то время играли преподаватели-иностранцы, Павловский стал одним из первых русских учёных. В 1813 году он получил степень магистра, с 1815 года — адъюнкт по кафедре чистой математики. В 1819 году А. Ф. Павловский был утверждён в звании экстраординарного профессора, а в 1826 году стал ординарным профессором. Кроме того, по поручению Совета университета, он исполнял различные должности: был секретарём Совета (1828—1829), библиотекарем университетской библиотеки (1830—1837), инспектором студентов (1833—1835).
В 1837 году Павловский был назначен ректором университета, но в следующим году получил разрешение оставить эту должность. Университет заботился о распространении в крае училищ и с этой целью Павловский неоднократно выезжал в разные места учебного округа. В 1826 году он 8 месяцев пробыл в Донской области. Вышел в отставку в 1849 году. В 1850 году Совет университета избрал А. Ф. Павловского своим почётным членом.
В конце 1880-х годов в Харьковском университете при физико-математическом факультете на средства его сына, Фёдора Андреевича Павловского, была учреждена премия за лучшие сочинения по математике имени А. Ф. Павловского.